# Шаапиванский собор
Шаапиванский собор (арм. Շահապիվանի ժողով) — национально-церковный собор Армянской Апостольской Церкви, созванный в Шаапиване в 444 году, который занимает важное место среди памятников древнеармянского права. Во время собора был принят одноименный сборник канонов, которые представляют собой ценный источник юридической мысли армянского народа и имеют большое значение для изучения истории права в период феодализма.

## История
Шаапиванский собор был созван в 444 году во время тревожного и критического периода для Армении. В то время Армения была разделена между Персией и Восточной Римской империей. Персидский двор управлял Арменией через своих представителей, и налоговый гнет на народ стал невыносим. К этому тяжелому положению внутри страны прибавлялось также требование Сасанидов — принять зороастризм.
В таких условиях по инициативе Армянской церкви, вероятно, тайно от персидского двора, в Шаапиване (область Багреванд) был созван национально-церковный собор для установления канонов, целью которых было облегчение создавшегося тяжелого положения. Тайный созыв собора, его представительный состав, содержание рассматриваемых вопросов, добровольная готовность участников собора подчиниться установленным канонам и длительная действенность этих канонов свидетельствуют, что Шаапиванский собор среди других армянских национально-церковных соборов являлся первым общенациональным собором.
Устав, который был разработан и принят Шаапиванским собором, состоит из «Введения» и 20 глав. Введение к канонам описывает состояние упадка: разорение страны, упадок нравов, многочисленные правонарушения и другие проблемы, с которыми церковные и светские власти вели борьбу. В конце «Введения» делается важное юридическое заявление: Шаапиванский собор утверждает каноны Никейского, Константинопольского и Эфесского Вселенских соборов, а также каноны Григория Просветителя, Нерсеса Великого, Саака Партева, Месропа Маштоца, апостольские каноны и все дополнения, которые собор считает необходимыми.
Решением Шаапиванского собора церковные каноны приобрели силу гражданского закона.